# Кумпэна
Кумпэна (рум. Cumpăna) — коммуна в восточной Румынии, жудец Констанца.
Расположена в исторической области Добруджа на расстоянии 199 км к востоку от Бухареста, 9 км к юго-западу от Констанцы.
В состав коммуны входят такие села (данные о населении за 2002 год):
- Кумпена (9871 человек) — административный центр коммуны
- Стража

## Население
Население на 31.10.2011 года — 12 333 человека. Плотность — 240/км². Большинство жителей — румыны (92,06 %). Площадь — 50,64 км².

## История
Впервые упомянута в документах под названием Haiduluc в 1870 году. В 1926 году переименована в Кумпэна.
Хотя деревня Стража официально входит в состав коммуны, ныне заброшена в связи со строительством канала Дунай-Чёрное море, и её жители переехали в Кумпэна.
В последние несколько лет Кумпэна стала излюбленным место для жилья людей, покидающих многолюдный город Констанца. Наличие удобств, такие как канализация, наличие природного газа и близость к новым крупным гипермаркетам, ускорили этот процесс. В Кумпэна есть две православные церкви, одна из которых была отремонтирована в 2007 году, другая — пятидесятническая христианская церковь, основанная в 1991 году.
В 2007 году Кумпэна была удостоена почетного звания «Европейская деревня» делегацией Европейского Союза в Румынии.